# Golfe de Bejaïa
Golfe de Bejaïa är en bukt i Algeriet.   Den ligger i provinsen Béjaïa, i den norra delen av landet, 200 km öster om huvudstaden Alger.